# Microlepia tenera
Microlepia tenera là một loài thực vật có mạch trong họ Dennstaedtiaceae. Loài này được H. Christ miêu tả khoa học đầu tiên năm 1909.